# Mk 19 (bacač granata)
Mk 19 je američki 40 mm automatski bacač granata koji se u američkoj vojsci počeo koristiti tijekom Vijetnamskog rata a u službi je i danas. Zbog relativno slabog trzaja i male težine, bacač granata osim pješaštva koriste i mehanizirane brigade koje ga montiraju na džipove te oklopna i borbena vozila a mogu ga koristiti i jurišni brodovi.

## Povijest
Sam razvoj bacača granata je inicirala američka ratna mornarica u srpnju 1966. godine nakon eksperimentalnog korištenja ranijeg Mk 18. Već tijekom listopada sljedeće godine testirana su tri prototipa Mk 19 Mod 0 a početkom 1968. je započela njihova serijska proizvodnja. Tijekom Vijetnamskog rata, bacač granata se koristio montiran na riječne brodove i UH-1 Huey helikoptere.
1971. dolazi do redizajna bacača granata tako da je razvijen Mk 19 Mod 1 a proizvodio ga je US Naval Ordnance Station Louisville. Nakon tri godine uporabe, američka mornarica je odlučila proizvesti moderniju inačicu postojećeg što je dovelo do razvoja Mk 19 Mod 2. Međutim, ta inačica nikad nije dogurala dalje od prototipne faze.
Zbog toga su 1976. godine započeli radovi na razvoju jednostavnije i robusnije inačice bacača granata. Novi Mk 19 Mod 3 razvijen je 1981. Ugovori za proizvodnju tih bacača dodijeljeni su tvrtci Saco Defense Industries koja je danas dio General Dynamicsa.

## Tehničke karakteristike
Mk 19 je 40 mm automatski bacač granata koji ima cikličku brzinu paljbe 325 - 375 granata u min. U praktičkom smislu, njegova brzina paljbe iznosi 40 - 60 granata u min. Maksimalni domet bacača je 2.023 metara a efektivni domet 1.400 metara. Mk 19 koristi zračno hlađenje, ima ugrađen skrivač bljeska te se na njega može montirati noćna optika AN/TVS-5.
Osim za potrebe pješaštva, bacač granata se može montirati i na vojna vozila. Kao primarno streljivo, Mk 19 koristi jako eksplozivne M430 granate kalibra 40×53mm. Prilikom udara, granata može ubiti bilo koga u krugu od pet metara te raniti u krugu od 15 metara. Također, granata prilikom direktnog udara može probiti homogeni oklop debljine 5,1 cm što zapravo znači da može probiti oklop većine oklopnih transportera i borbenih vozila pješaštva. Same granate su spojene u obliku lanca a pohranjene u metalnim okvirima kapaciteta 32 ili 48 granata.
Mk 19 je uveden u uporabu 1968. godine tijekom Vijetnamskog rata a zamijenio je raniji Mk 18. Proizvodio ga je Saco Defense Industries, odnosno današnji General Dynamics Armament and Technical Products.

## Inačice
- Mk 19 Mod 0: prototip bez rukohvata i čeličnog ciljnika.
- Mk 19 Mod 1: prva nadograđena inačica na temelju koje je stvoren osnovni dizajn. Proizvedeno je oko tisuću bacača granata, što konverzijom s Mod.0 na Mod.1 a što samom industrijskom proizvodnjom.
- Mk 19 Mod 2: eksperimentalni model s daljinskom kontrolom i električnim okidačem.
- Mk 19 Mod 3: ovaj model ujedno predstavlja jedan od najkorištenijih automatskih bacača granata na svijetu. Do 2000. godine je proizvedeno najmanje 25.000 komada inačica Mk 19 Mod 3. Oni su u službi svih grana američkih oružanih snaga te u mnogim vojskama diljem svijeta.

## Korisnici
- SAD:[4][5] primarni korisnik. Mk 19 je u širokoj uporabi svih grana oružanih snaga SAD-a.
- Argentina[4]
- Australija[4][5]
- Bangladeš[4][6]
- Čile[4]
- Džibuti[4]
- Egipat:[4] lokalna proizvodnja.[7]
- Grčka[4][8]
- Izrael:[4][5] Mk 19 je usvojen u izraelskim oružanim snagama pod nazivom Maklar (hrv. granatna strojnica). Koriste ga pješaštvo i mehanizirane jedinice. Nekada se proizvodio u Izraelu.[7]
- Južna Koreja: zemlja je proizvodila nelicencne kopije na temelju reverznog inženjeringa.[9]
- Kolumbija[4]
- Libanon[4][10]
- Malezija[4][5]
- Meksiko:[4][5] intenzivno ga koristi meksička vojska tijekom Drogeraškog rata.
- Pakistan: u službi pakistanske vojske.[11]
- Poljska
- Španjolska[4][5]
- Švedska:[4] bacač granata koriste Kustjägarna i Amfibiebataljonen[12] te 31. Luftburna bataljonen (hrv. 31. padobranski bataljon)[13] pod oznakom Grsp 92.[5]
- Tajland[4]
- Republika Kina[1][4]
- Turska:[4] turska vojska i specijalne snage.[2][14] Nacionalna vojna industrija MKEK je za potrebe domaćih oružanih snaga proizvodila na temelju reverznog inženjeringa.[9]
- Hrvatska: Oružane snage Republike Hrvatske

## Vidjeti također
- AGS-17 Plamya
- Daewoo K4
- H&K GMG
- Zastava BGA
- SB 40 LAG

## Vanjske poveznice
- World Guns.ru - Mk.19 (Mark 19) automatic grenade launcher / grenade machine gun (USA)
- Global Security.org - Mk 19 Grenade Machine Gun
- Scribd.com - FM 3-22.27 (MK 19 Grenade Launcher)
- FAS.org - M430 HEDP (high-explosive, dual-purpose)